# Dorfkirche Rüdersdorf

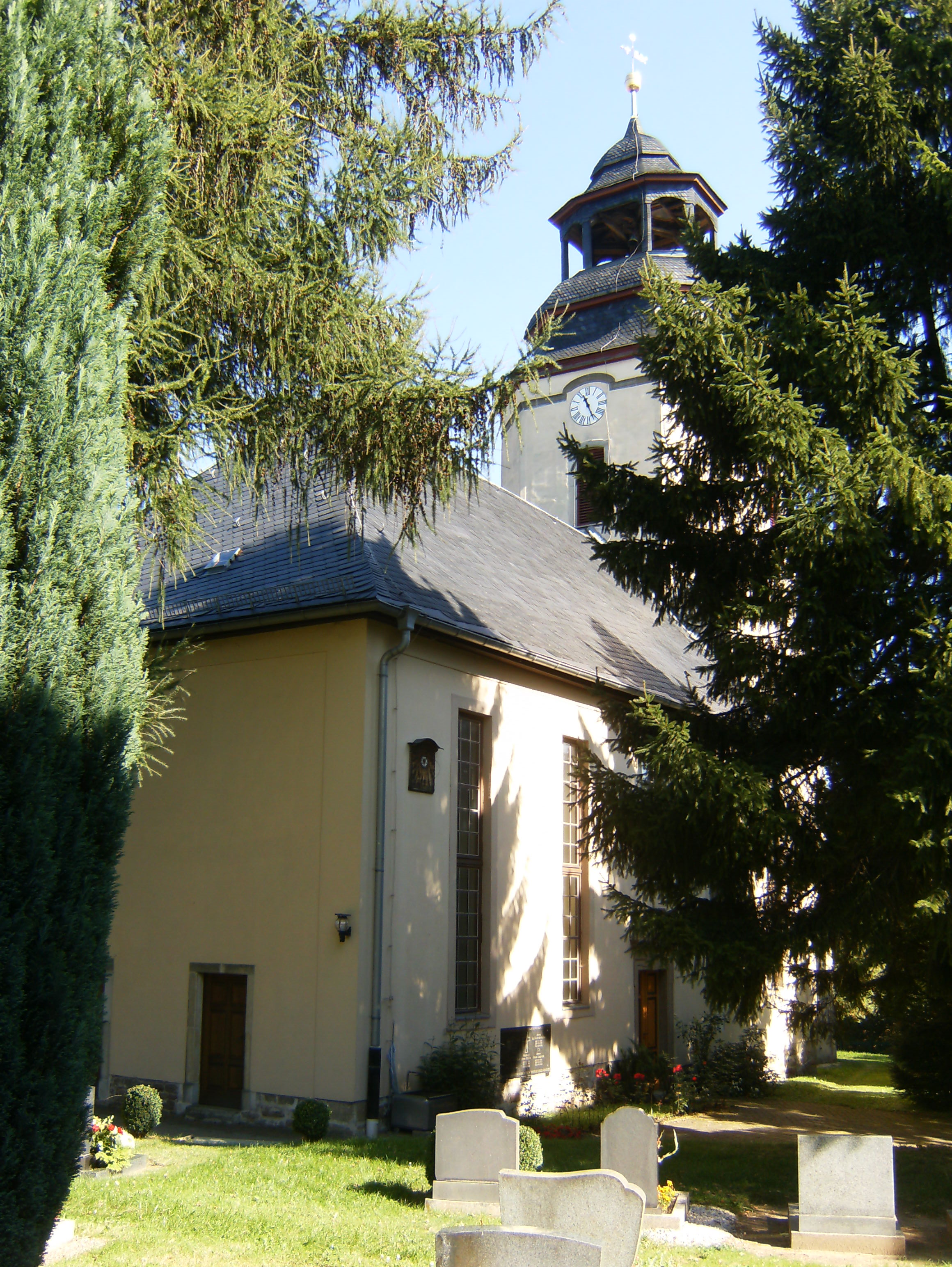
Die Kirche

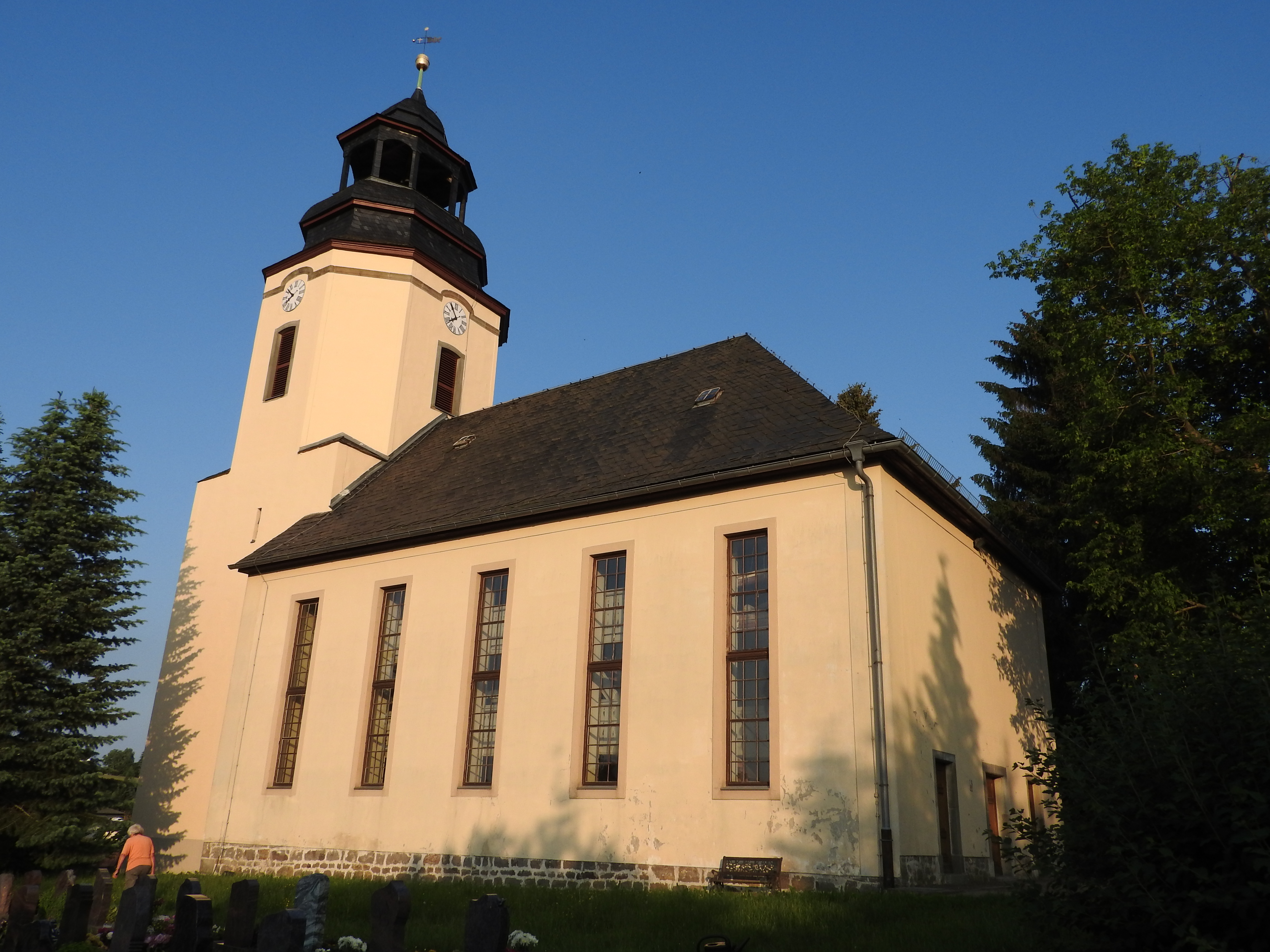
Kirche zu Rüdersdorf, Gesamtansicht

Die Dorfkirche Rüdersdorf steht im Ortsteil Rüdersdorf der Gemeinde Kraftsdorf im Landkreis Greiz in Thüringen. Sie gehört zur Kirchengemeinde Rüdersdorf-Kraftsdorf im Kirchenkreis Gera der Evangelischen Kirche in Mitteldeutschland.

## Geschichte
Die Dorfkirche mit romanischem Chor und Halbkreisschluss sowie Triumphbogen und aufgebautem Kirchturm hat an der Ostseite dicht über der Apsis ein lateinisches Kreuz. Der Kirchhof ist  von einer Mauer umgeben.
Von 1765 bis 1767 wurde die Kirche zum Teil neu aufgebaut.
Der achteckige Turm besitzt eine Schweifkuppel mit einem Tabernakel-Aufsatz.
Die Kirchenbänke sind aus dem 18. Jahrhundert und besitzen an den Wangen an die Südsee erinnernde Schnitzereien auf dem dunkeln Holz. Der Taufstein mit Becken standen damals auf dem Kirchhof. Sie waren von der Wüstung Seifartsdorf. Der Taufengel fand sich damals auf einem Dachboden.
Der Kanzelbau aus dem 18. Jahrhundert ist von zwei Säulen eingefasst und besitzt einen Schalldeckel. Grabsteine und der Kronenleuchter schmücken den Saal.
Die Glocken wurden in den Jahren 1779 und 1881 in Apolda gegossen.